# Miąsowa (gromada)
Miąsowa – dawna gromada, czyli najmniejsza jednostka podziału terytorialnego Polskiej Rzeczypospolitej Ludowej w latach 1954–1972.
Gromady, z gromadzkimi radami narodowymi (GRN) jako organami władzy najniższego stopnia na wsi, funkcjonowały od reformy reorganizującej administrację wiejską przeprowadzonej jesienią 1954 do momentu ich zniesienia z dniem 1 stycznia 1973, tym samym wypierając organizację gminną w latach 1954–1972.
Gromadę Miąsowa z siedzibą GRN w Miąsowej utworzono – jako jedną z 8759 gromad na obszarze Polski – w powiecie jędrzejowskim w woj. kieleckim, na mocy uchwały nr 13b/54 WRN w Kielcach z dnia 29 września 1954. W skład jednostki weszły obszary dotychczasowych gromad Miąsowa, Mnichów, Mzurowa i Ossowa ze zniesionej gminy Brzegi w tymże powiecie. Dla gromady ustalono 23 członków gromadzkiej rady narodowej.
1 stycznia 1969 do gromady Miąsowa przyłączono obszar zniesionej gromady Brzegi. W tym roku powierzchnia gromady wynosiła 74,8 km², a liczba ludności 4295 osób .
Gromada przetrwała do końca 1972 roku, czyli do kolejnej reformy gminnej.